# Hada

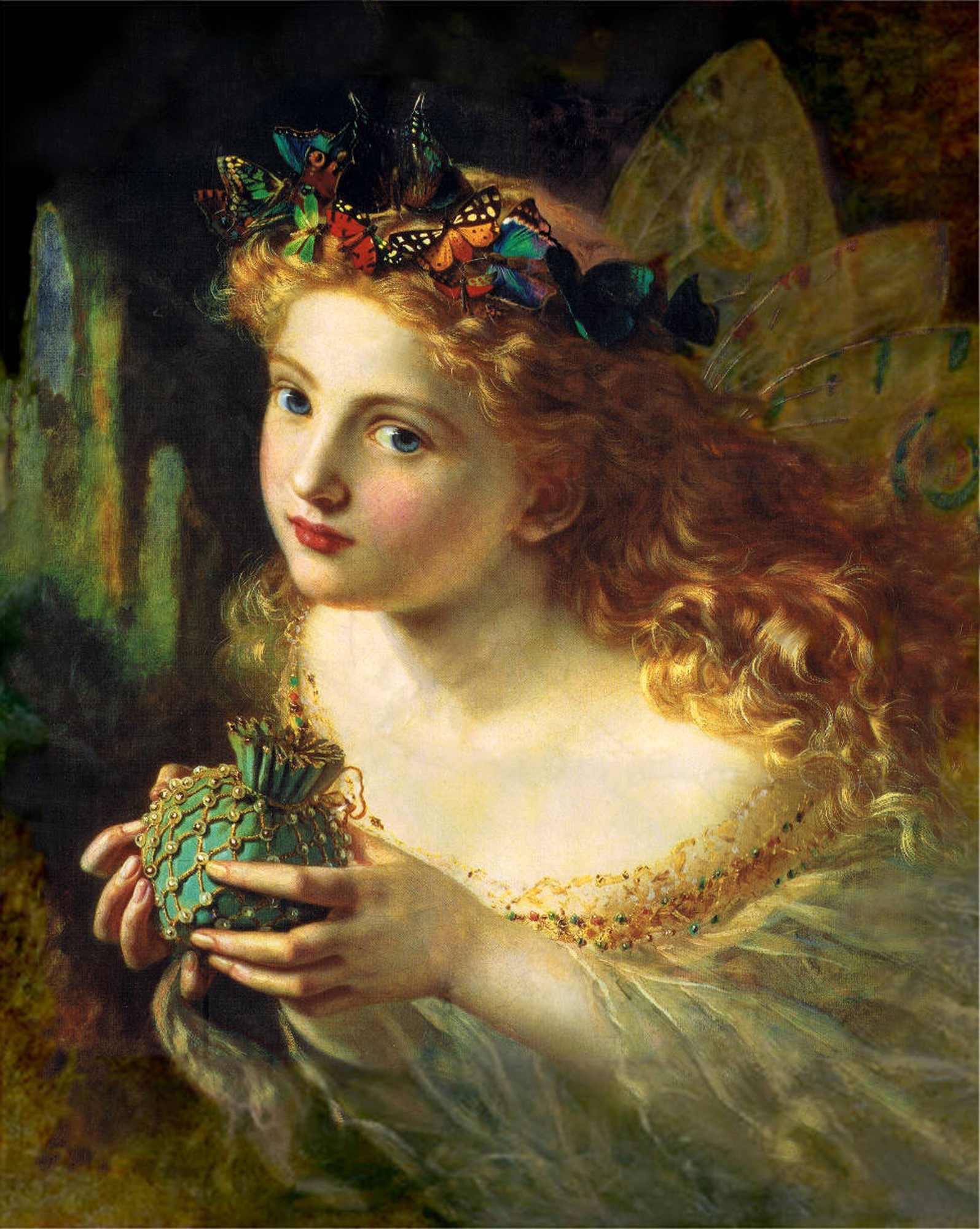
Retrato de un hada con el título Take the Fair Face of Woman, and Gently Suspending, With Butterflies, Flowers, and Jewels Attending, Thus Your Fairy is Made of Most Beautiful Things (toma el bello rostro de una mujer y suspéndelo suavemente, con mariposas, flores y joyas, para que tu hada esté hecha de las cosas más bellas) obra de Sophie Anderson (1823-1903).

Un hada (del latín fatum: hado, destino) es un espíritu fantástico humanoide. Según la tradición son espíritus protectores de la naturaleza, pertenecientes a la misma familia de los elfos, gnomos y duendes (en algunas tradiciones se plantea el uso de la palabra "hada" para referirse a toda esta familia de seres mágicos). En la actualidad suelen representarse con forma de mujer (aunque también habría hombres) con alas brillantes.
Estos seres se caracterizan por tener forma humana con la habilidad innata de manipular la magia, con largos periodos de vida (en algunos casos, son inmortales) y permaneciendo invisibles u ocultos ante el ojo humano. Se conoce un caso en el que Sir Arthur Conan Doyle, creador de Sherlock Holmes, fue engañado por unas niñas que se fotografiaron con figuras de papel en forma de hadas, a las que el consagrado escritor atribuyó autenticidad.

## Características

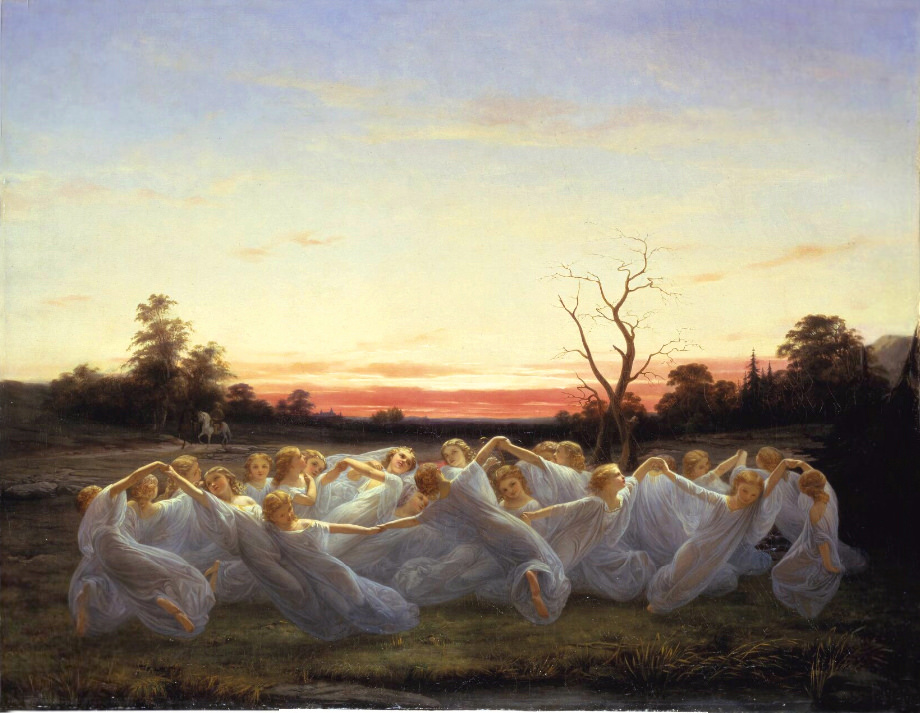
Baile de las hadas, por Nils Blommér (1816-1853).

Según las obras de Chrétien de Troyes y especialmente Jean D´Arras, Couldrette y Thiiring von Ringoltingen, las hadas son seres de gran belleza, muy blancas, poseedoras de considerables riquezas y en ocasiones dotadas de talento para la construcción y otras artes. Casi siempre suelen estar vinculadas o muy cerca de los bosques y el agua (ríos, lagos, fuentes...). Todas ellas poseen conocimientos de las plantas, las piedras y los conjuros, con los que logran su riqueza material y sus encantos.
Es común a las hadas de la literatura medieval el deseo de unirse a un hombre para fundar una familia, pero no tratan de atraparlo. Por el contrario, le ofrecen compartir su fortuna, ser su amante, su compañera y la madre de sus hijos, imponiendo claramente y desde el principio un pacto, que si se incumple la unión desaparece. Casos claros serían el de Melusina o su madre Persina.

## Origen
En la mitología griega existían los hados, a los que el poeta Ovidio, entre otros autores, menciona en su obra inmortal Metamorfosis. Unos podían ser hombres, caso de su rey Oberón, y otras mujeres, según se diera el caso. La académica Victoria Cirlot ve en las parcas un antecedente de las hadas, al menos de las hadas madrinas.
Autores como Collin de Plancy (1842, p. 201) y, especialmente, Sherman Loomis (1991) remontan el origen del mundo feérico a la mitología céltica y a las historias populares centroeuropeas. Según esta línea de pensamiento, autores medievales como D'Arras, Couldrette y Thiiring von Ringoltingen recogieron la tradición oral céltica y la unieron a personajes como Melusina, Viviana, la amante del mago Merlín, Morgana o la Dama de la fuente.
Sería en la Baja Edad Media cuando el hada femenina acapararía todo el protagonismo. La primera hada sería la Dama del Lago descrita por Chrétien de Troyes en su obra Lancelot ou le Chevalier de la charrette. Fue la Dama del Lago la que se ocupó de la educación del héroe Lancelot y la que lo curó de su locura. Muestra todas las características de un hada, pero no se menciona el término hada; sí se amplía un poco más en obras posteriores incluyendo su nombre, Viviana. Fue a finales del siglo XIV cuando el francés Jean D'Arras empleó por primera vez la palabra hada en su novela Melusina. Esta obra fue redactada con la intención de otorgar a los duques de Lusignan una ascendencia casi mitológica y en ella todas las hadas son mujeres. Lo es Melusina, su madre y sus hermanas.
Las leyendas celtas hablan del reino de los Áes Sídhe (pronunciado As Shi), también conocido en inglés como Fairy Folk, y donde la mejor traducción a nuestro idioma sería hadas, si bien es importante recalcar que no se habla de la concepción victoriana de las hadas, seres diminutos con alas de mariposa, las cuales son en realidad pixies.
Los Áes Sídhe, son seres semidivinos que viven entre este y el otro mundo, con conexiones importantes con la naturaleza y las deidades; la mayoría de los relatos los representan como gente no muy alta, pero de aspecto y altura humanos, de tez blanca, ojos claros y pelo muy negro. 
En los relatos medievales las hadas (a veces llamadas «El Buen Pueblo» o «La Buena Gente») aparecen relacionadas con encantamientos y hechizos, conocedoras del poder y las virtudes de las palabras, las leyendas y las hierbas, que les permitían mantenerse jóvenes y bellas, y acumular grandes riquezas.
En algunos libros se menciona que las hadas hacen todas las cosas inocentemente, aunque su comportamiento pueda llegar a ser perverso. En muchos escudos heráldicos de la época se refleja el mundo de las hadas. Muchos aristócratas querían hacer ver que provenían de un linaje de hadas.
En la mitología cántabra se las llama anjanas, entre las que están las ijanas del valle de Aras, cuya característica es que tienen pechos descomunales y son feas, pero pueden cambiar de apariencia a voluntad. Este mismo tipo de hadas se encuentra en la isla de Gotlandia, en Suecia. En Galicia se llaman mouras; en Asturias, xanas; en Cataluña, además de fadas, gojas; y en Baleares, dames d'aigua. 
La mitología nórdica y la griega —encarnada en las ninfas y dríades de Homero y Ovidio— influyeron en el concepto que los primeros bardos se formaron de las hadas, pero andando el tiempo fueron los escoceses, irlandeses, galeses y otros pueblos europeos los que llegaron a poseer un cuerpo vivo de tradiciones populares, fundado principalmente en las leyendas celtas.
Inicialmente se atribuyeron a las hadas proporciones humanas, pero las diminutas y etéreas criaturas de Shakespeare influyeron poderosamente en las concepciones posteriores de los poetas ingleses.
Varios rasgos comunes caracterizan a estos habitantes del ultramundo en todos los países donde se asentó la tradición: se clasifican en benéficas y perversas, precisan ocasionalmente de apoyo humano, sus órdenes deben cumplirse estrictamente so pena de terribles castigos, etc.
Algunas de ellas son hadas convertidas en tales pero que antes habían sido mujeres. Estas se convirtieron en hadas a causa de alguna infracción contra la naturaleza (ya que es el sitio en donde viven), siendo castigadas por ello a tener tal apariencia, incluso a vivir en el mundo de las hadas. Pueden ser desencantadas de diversas maneras en fechas concretas del año, como en La noche de San Juan y por ejemplo cuando se asoman a las aguas cristalinas y piden ser desencantadas. Para las que se convertían en hadas o cruzaban el límite existente entre el mundo humano y el de las hadas, el tiempo en el espacio cambiaba ya que un día o un mes en el otro lado podía ser un año o un siglo en el mundo terreno.
Hay varias hadas con poderes malignos que llegan a utilizar contra los humanos, la mayoría de las veces por maltratar la naturaleza (talar un bosque sería una auténtica catástrofe para su mundo). Llegaban a raptar a niños para cambiarlos por seres feéricos totalmente iguales a los niños raptados. Así, intentaban crear una estirpe mixta de humanos y hadas, aunque esos niños morían al poco tiempo, ya que eran pálidos y enclenques. En la Edad Media se creía que todos aquellos niños que estaban pálidos y delgados eran hijos de las hadas y habían ocupado el lugar del verdadero hijo.
Otras veces engatusaban a un hombre de estirpe noble transformándose en mujeres de belleza inigualable para quedarse embarazadas de estos y dar a luz un ser mitad humano y mitad feérico. Para que el ser sobreviviera el marido no debía de rezar nunca y jamás deberían ver a las hadas desnudas por completo.
Este conjunto de supersticiones, derivadas de las creencias animistas de todos los pueblos antiguos, ha inspirado a notables literatos sus fabulosos «cuentos de hadas».
La variedad de labores que llevan a cabo las hadas es casi infinita además de cantar y bailar, ayudan a los seres humanos en el campo, ejercen su control sobre el tiempo protegiendo las cosechas. Durante muchos meses ellas esperan impacientes la llegada de la primavera. También saben el día exacto en que brotarán las primeras flores pero prefieren mantener el secreto.
También hablan las leyendas que las hadas suelen tener poderes psíquicos o mágicos que, podían hacer felices a los seres humanos, también se creía que eran hechizadas por las brujas de los siglos XVII y XVIII para que vigilaran a sus víctimas, por otro lado, también se decía que eran ángeles en su forma femenina, aunque a veces se veían hombres hada.
Según la mitología celta, las hadas gustan de los árboles del tilo o sauces.

## Clases de hadas
Hay muchas clases de hadas, pero todas ellas independientes de la mitología celta en la que tienen origen, siendo todas ellas especulaciones y mezclas de distintas mitologías. Estas clasificaciones y asociaciones con los elementos son contemporáneas, creadas por los creyentes de esoterismo y espiritismo. Algunas de estas clasificaciones son:
- Lamias, hadas de la mitología vasca. Poseen largos cabellos que peinan con peines de oro que son muy preciados. Sus pies son palmeados, como los de un pato, exceptuando a las Itxaslamiak, las lamias marinas, semejantes a sirenas.
- Mouras o xanas, hadas de la mitología gallega y asturiana.
- Ninfas, hadas de la mitología griega que pueden ser:
  - Náyades: ninfas que pueblan los ríos, a veces son hijas de estos (por ejemplo, Eurídice);
  - Nereidas: ninfas del mar Mediterráneo, hijas de Nereo. A veces son descritas como mujeres con cola de pez. Destacan Anfitrite y Tetis;
  - Oceánides: ninfas del océano, hijas de este. Destacan Metis (madre de Atenea) y Doris (madre de las nereidas);
  - Dríades: ninfas de los bosques, a veces asociadas a los robles;
  - Hamadríades: ninfas ligadas a un árbol concreto de tal modo que si este era cortado, la ninfa moría con él;
  - Melíades: ninfas de los fresnos, nacen de la sangre de Urano (dios del Cielo). Son las ninfas más antiguas.
- Sílfides, hadas de los vientos; Paracelso es el primero en citarlas, y son, según él, los seres elementales del aire.
- Salamandras, hadas del fuego;
- Drinfas, hadas de la tierra;
- Hada de los dientes;
- Banshee, hadas de la muerte;
- Hadas del azúcar.

## Las hadas en las artes visuales
Las imágenes de hadas han aparecido regularmente desde el siglo XIX como ilustraciones, a menudo en libros de cuentos, así como en medios fotográficos y esculturas. Algunos artistas conocidos por sus representaciones de hadas son Amy Brown, Gustave Doré, Brian Froud, Warwick Goble, Rebecca Guay, Alan Lee, Myrea Pettit, Arthur Rackham, Cicely Mary Barker, David Delamare, Meredith Dillman, Jasmine Becket-Griffith, Florence Harrison, Kylie InGold, Greta James, Ida Rentoul Outhwaite, Suza Scalora y Nene Thomas.
La época victoriana fue especialmente famosa por las pinturas de hadas. El pintor victoriano Richard Dadd creó cuadros de hadas con un tono siniestro y maligno. Otros artistas victorianos que representaron hadas fueron John Anster Fitzgerald, John Atkinson Grimshaw, Daniel Maclise y Joseph Noel Paton. El interés por el arte de temática feérica disfrutó de un breve renacimiento tras la publicación de las fotografías de las hadas de Cottingley en 1917.